# Украинское общество охраны природы
Украинское общество охраны природы (УкрТОП - укр. Українське товариство охорони природи) – это общественная экологическая организация, под давлением которой в 1967 г. правительство Украинской ССР учредило Госкомприроды, как центральный орган власти. Это произошло на три года раньше, чем было учреждено Агентство по охране окружающей среды США и на 21 год раньше создания Госкомприроды СССР и Госкомприроды РСФСР. Госкомприроды Украины имеет статус министерства с 1991 г.
Имея сеть представительств в областях Украины, гг. Киеве и Севастополе, а также в районных центрах, УкрТОП способствует общественной осведомленности по вторичной переработке отходов, распространяет экологическое образование и любовь к природе в школах, местных общинах и среди местных властей.

## История
УкрТОП основано 28 июня 1946 г. во время экологической катастрофы — засухи, повлёкшей голод. Оно имеет интересную историю, полную борьбы основателей украинского природоохранного движения. Отвечая на многочисленные обращения украинских ученых-экологов, многие из которых были академиками, Никита Хрущёв (глава правительства и компартии) предоставил разрешение на учреждение УкрТОП. К середине 1960-х гг. УкрТОП было единственным голосом экологии в проектах решений органов государственного управления в УССР. В это время УкрТОП добивалось внедрения комплексного эколого-экономического подхода в управление экономикой и учреждения министерства экологии в структуре Правительства УССР.
Отстаивать экологические права в условиях отсутствия демократии было трудно даже для всемирно известных ученых Академии наук Украины. Однако, под давлением УкрТОП Правительство Украинской ССР в 1967 г. учредило Государственный комитет охраны природы, как центральный орган власти. Для сравнения, США учредило своё Агентство по охране окружающей среды (англ. Environmental Protection Agency) в 1970 г.
На протяжении 1963—1982 гг. председателем УкрТОП был проф. Воинственский. В 1971 г. руководитель Львовского отделения УкрТОП проф. Стойко пригласил на работу Вячеслава Чорновола, который только вернулся из тюрьмы, где был политзаключенным.
Во времена застоя и перестройки приоритетом для УкрТОП было экологическое образование, в частности, среди украинских школьников, студентов и пенсионеров. Голос общественности относительно экологических вопросов пробивался и во времена, когда главой Госкомприроды была Проценко Дина Иосифовна (1978—1988 гг.).
Только с провозглашением независимости Украины в 1991 г. Госкомприроды стал министерством — Минэкоресурсов.

## Структура
УкрТОП было перерегистрировано Минюстом 2 декабря 1992 г. (свидетельство № 335). Согласно уставу, который был принят на IX съезде УкрТОП 21 ноября 1991 г., Съезд УкрТОП формирует Всеукраинский совет и его Президиум, в которых большинство членов пребывает на общественных началах. В это время УкрТОП активизирует проведение общественного контроля над экологическими загрязнениями в результате хозяйственной деятельности, отстаивая право граждан на чистую окружающую среду.
С 2002 г. председателем Президиума Всеукраинского совета УкрТОП является проф. Шевчук (в прошлом - министр экологии).

## Деятельность
УкрТОП – это всеукраинская общественная неприбыльная организация. Высшим руководящим органом управления УкрТОП является Съезд, а в период между съездами, которые проходят раз в 5 лет, это Всеукраинский совет и его Президиум. Всеукраинскому совету УкрТОП подчинены 21 областная, Киевская и Севастопольская городские организации. В составе областных, а также Киевской и Севастопольской городских организаций, есть 354 районных и 70 городских центров, куда входит 23 тыс. первичных организаций (в основном, в школах и ВУЗах) и более 10 тыс. коллективных членов, свыше 2 миллионов индивидуальных членов.

### Участие в государственно-политическом дискурсе
УкрТОП выступает за общественный и парламентский контроль над чистотой окружающей среды; участвовало во всех парламентских экологических слушаниях в Верховной Раде Украины; способствует внедрению Орхусской конвенции и закона «Об экологическом аудите».
УкрТОП также активно пропагандирует внедрение украинским бизнесом 
- систем управления экологическими и социальными рисками, в частности в рамках т.н. «Принципов экватора»; 
- бизнес-моделей, способствующих достижению устойчивого развития с помощью (1) энерго- и ресурсоэффективности, (2) устойчивого землепользования и сохранения биоразнообразия, (3) ведения бизнеса с партнёрами, которые управляют своими экологическими и социальными рисками и (4) бережного отношения к своим работникам и местным общинам; 
- принципов корпоративной социальной ответственности.

### Секции УкрТОП
В системе УкрТОП действует 10 всеукраинских и 140 областных секций, основой деятельности которых является вопрос экологической безопасности, охраны и восстановления животного и растительного мира, недр, водных ресурсов, атмосферы, земельных ресурсов, рыбных запасов, лесов и заповедных территорий, развития и распространения юннатского движения, толкования правовых основ природопользования.
Результатами работы секций является:
- разработка и подготовка рекомендаций для нормативно-правовых актов по охране и рациональному использованию природных ресурсов;
- распространение экологических знаний среди школьников, студенческой молодежи, населения регионов;
- подготовка и внедрение методического содействия региональным и местным центрам УкрТОП.

### Проведение экологических мероприятий в регионах
Члены УкрТОП активно участвуют в проведении таких международных и всеукраинских экологических акций, как День окружающей среды, Всемирный день окружающей среды, День Земли, Всемирный день водно-болотных угодий, «Чистая Украина – чистая Земля», а также областных природоохранных акций – «Первоцвет», «Источник», «Ёлка», «Чистый воздух», «Синица», «Болотная черепаха», «Нерест» и др.
Важным вопросом деятельности УкрТОП по привлечению населения к охране окружающей среды является проведение различных региональных и местных экологических акций с лесонасаждения, озеленения в городах, благоустройства населённых пунктов, упорядочения береговых охранных полос рек и озер, ликвидации свалок и др.
Региональные организации УкрТОП выступают инициаторами проведения экологических субботников/community service days. Так, только в 2004 г. члены УкрТОП и другие участники акций расчистили почти 430 км береговых полос малых рек, 5000 источников и колодцев, посадили деревья и кусты на площади почти 1500 га.

### Просветительская деятельность
Из года в год Всеукраинский совет вместе с региональными организациями УкрТОП проводит воспитательную и просветительскую работу среди населения страны. Эта работа – одно из главнейших направлений деятельности организации. Просветительская деятельность УкрТОП осуществляется через издательскую деятельность (а именно через научно-популярный журнал «Родная природа», журнал «Святое дело» и газета «Трилистник», брошюры, газеты и проспекты, выдаваемые в областях), путём регулярных выступлений в СМИ, прежде всего на радио и телевидении, а также благодаря проведению круглых столов и семинаров, экскурсий выходного дня, подготовке видеофильмов, организации тематических выставок.

## Партнёры и похожие организации в мире
Европа
- Австрия: Naturschutzbund Österreich[нем.]
- Дания: Danish Society for Nature Conservation[англ.]
- Франция: France nature environnement[фр.]
- Германия: Naturschutzbund Deutschland
- Италия: Pro Natura[итал.]
- Нидерланды: Milieudefensie[англ.]
- Норвегия: Norwegian Society for the Conservation of Nature[англ.]
- Россия: Всероссийское общество охраны природы
- Швеция: Naturskyddsföreningen[швед.]
- Великобритания: Environmental Protection UK[англ.], Британское экологическое общество

Австралия и Океания
- Австралия: Australian Conservation Foundation[англ.]
- Новая Зеландия: ECO[англ.]

Америка
- Канада: Canadian Parks and Wilderness Society[англ.], Nature Canada[англ.]
- Мексика: Pronatura[англ.]
- США: Sierra Club[англ.], The Nature Conservancy[англ.]

Африка и Ближний Восток
- Эфиопия: Ethiopian Wildlife and Natural History Society[9]
- Израиль: Израильское общество охраны природы
- Кения: Green Belt Movement
- Нигерия: Nigerian Conservation Foundation
- ЮАР: Wildlife and Environment Society of South Africa[англ.]
- ОАЭ: Emirates Environmental Group

Азия
- Китай: China Wildlife Conservation Association[10]
- Индия: Wildlife Trust of India[англ.]
- Япония: Nature Conservation Society of Japan[11]
- Республика Корея: Korean Society of Nature Conservation, Korean Association for Conservation of Nature, National Nature Trust, The Ecological Society of Korea[12]
- Непал: Национальный фонд охраны природы
- Вьетнам: Vietnam Association for Conservation of Nature and Environment[13]